# 光化学
光化学（こうかがく または ひかりかがく、英語: photochemistry）とは、物質の光照射下での挙動について調べる化学の一領域。広義には、光と物質との相互作用を取り扱う化学の一分野で、光励起による蛍光・蓄光のような発光現象も対象とされている。
光化学が取り扱う物質は、無機化合物から有機化合物まで多岐にわたる。光の波長が赤外線よりも長波長の場合には、光の作用は熱的な作用が主となるため、光化学には含まれないことが多いが、近年の赤外レーザーの出現により、多光子吸収による化学反応が多数報告されたため、光化学の一領域として注目を集めている（非線形光学）。逆に、光の波長が短くなって、X線やγ線のようにイオン化や電子放出のような作用を及ぼす場合には、光化学ではなく放射線化学で取り扱われている。光化学では、光の強度ではなく、光の波長が本質的な意味をもつ。

## 光化学の法則

### 光化学第一法則
入射した光のうち、吸収されたものだけが反応に関わる。別名Grotthus-Draperの法則。

### 光化学第二法則
光の吸収は光量子単位で行われ、1個の分子が1個の光量子を吸収し、それにより1個またはそれ以下の分子が反応する（このとき、分子が反応する確率を量子収率、または量子収量という）。別名Stark-Einsteinの法則。また、光当量則とも呼ばれる。

## 一分子光解離
この節では光化学の基本的な例として、一分子光解離 (Unimolecular Photo-Dissociation, Photolysis) を挙げて説明する。
基底状態にある分子が光を吸収すると励起状態へ励起される。たとえば吸収した光が可視光や紫外光であれば、電子励起状態へ励起される。この後の分子は、励起された励起状態の性質により様々な振る舞いをする。
(1) 励起状態が解離性のポテンシャルを持つ。
励起状態のポテンシャル曲面が解離性の曲面である場合（分子内のある結合が離れれば離れるほど安定になるような曲面の場合）は励起された分子はその曲面に従い解離する。
(2) 励起状態が安定状態である場合。
励起状態のポテンシャル曲面が極小値を持つ安定状態である場合、分子は一定の寿命の間その状態にとどまる。安定状態において分子のとりうる主な振る舞いとしては、以下に挙げるものがある。
(a) 励起状態の自然輻射寿命にしたがい、輻射により基底状態へ戻る。
(b) 近くにスピン多重度のちがう状態がある場合、スピン変換を伴ってそちらの状態に移る（項間交差en:intersystem crossing, ISC）。
(c) 基底状態（もしくは、励起されたの励起状態よりもエネルギーの低い同一多重度の別の励起状態状態）のポテンシャルの、高い振動励起状態に移る（内部転移internal conversion, IC）。
(a)では分子は光よりうけたエネルギーを、再び光として放出する（蛍光）ので、解離は起こらない。
(b)の場合、移った先の状態によってその振る舞いはかわる。移った状態が解離性のポテンシャルをもつ状態であった場合は(1)と同様に曲面に従い解離する。移った状態が安定状態の場合はふたたび(a)、(b)、(c)の可能性がある（(b)とはふたたびもとの状態に戻ること）。(a)の場合では、移る前と多重度が異なるので、電子遷移の選択律から光を出して移る先は、元にあった安定な状態とは異なる、その多重度のもっとも低いエネルギー準位となる。その状態が解離性のポテンシャルをもてば解離し、安定状態であればそ、禁制遷移である燐光を放出してもとの基底状態にもどる。
(c)の場合、吸収したエネルギーが解離エネルギーよりも低い場合は、振動緩和により基底状態へもどる。吸収したエネルギーが解離エネルギーよりも大きい場合解離が起こる
以上のような様々な可能性があり、分子ごとまたは励起状態ごとにその分岐比が異なるので、同一の分子であっても、違う状態へ励起した場合は解離の結果が異なることがわかる。